# شهرستان خودمختار میلی تبتی
مایلی تایبتان (به لاتین: Mili Tibetan Autonomous County) یک سکونتگاه مسکونی در جمهوری خلق چین است که در لیانگشان یای واقع شده‌است.